# Hillbilly
La denominació hillbilly és un terme de doble ús, com a gentilici i per designar la música tradicional de les zones en les quals s'assenta la població a la qual es refereix.

## Gentilici
Com a gentilici, hillbilly és un terme pejoratiu utilitzat als Estats Units per definir els habitants de certes àrees remotes, rurals o muntanyoses. Originalment, el terme refereix a habitants autòctons dels Apalatxes, serralada muntanyosa paral·lela a la Costa Est dels Estats Units, actualment una de les zones més deprimides del país. En si, el terme té una connotació d'aïllament respecte de la cultura dominant, no necessàriament de rebuig o resistència a ella i només és despectiu segons el context en el qual s'utilitza l'objectiu que es persegueix.
Els orígens del terme són foscos. Segons Anthony Harkins, al seu llibre Hillbilly: A Cultural History of an American Icon, el terme apareix imprès, per primera vegada, el 1890, en un article del New York Journal, amb la següent definició: "Hill-Billie is a free and untrammeled white citizen of Alabama, who lives in the hills, has no means to speak of, dresses as he can, talks as he pleases, drinks whiskey when he gets it, and fires off his revolver as the fancy takes him" (és a dir: un Hillbilly és un ciutadà blanc d'Alabama que viu a les muntanyes, amb prou feines es relaciona, vesteix com pot, parla com vol, beu whisky quan l'aconsegueix i dispara el seu revòlver endut per la fantasia).
L'ús del terme Hillbilly, generalment, es diferencia d'altres termes que es refereixen a la gent rural als Estats Units, com hick, redneck o cracker.

## Música
Per extensió, Hillbilly es refereix també a la música tradicional pròpia d'aquestes zones, que es troba en la base del Bluegrass i el country.

### Origen
La serralada dels Apalatxes va ser colonitzada, cap al 1700 per immigrants escocesos, gal·lesos i irlandesos, que van constituir una població bastant homogènia i, socialment i culturalment, endogàmica. Les seves tradicions musicals, basades en les balades, gigas i reels, es van mantenir incòlumes durant dos segles, alhora que van influir en el folklore de les zones circumdants.
En el seu origen, el hillbilly s'organitzava instrumentalment al voltant de tres instruments de corda: mandolina, guitarra i violí (anomenat fiddle), encara que eren també usuals el dulcémele i, més endavant, el banjo. Molt més tard, ja al segle xx, se li afegeix el contrabaix. Per la seva part, l'estil vocal és fàcil de reconèixer: Veu solista aguda, gairebé estrident, amb harmonies de dos, tres i quatre intervals.

### Creixement
En els anys 20 del segle xx, la música tradicional dels Apalatxes va sortir del seu refugi, bàsicament de la mà de la Família carter, liderada per A.p.carter, un venedor d'arbres fruiters de Rye Coveu (Apalatxes meridionals), i d'un programa de ràdio de Nashville, cridat Grand Ole Opry, que va començar el 1925 i es gravava els dissabtes en directe, i que després va ser transmès per més de quatre-centes emissores de tot el país, i es va convertir en programa de televisió.
La família Carter va estar gravant entre 1927 i 1943, bàsicament balades de tradició anglosaxona i cants religiosos, i només el 1930, havien venut ja més de deu milions de discos. No obstant això, el primer artista del Grand Ole Opry va ser el violinista Uncle Jimmy Thompson, que llavors passava dels 80 anys, però tenia una gran popularitat, encara que el primer a gravar un disc va ser el violinista Fiddling John Carson. Un grup, denominat Delmore Brothers, va gravar un tema titulat Hillbilly boogie, que és el primer registre musical que usa aquesta paraula. Després, durant les dècades dels 20 i dels 30, van gravar els Monroe Brothers, de Kentucky; els Dixon Brothers, de Carolina del Sud, Uncle Dave Macon, de Tennessee; el llegendari Jimmie Rodgers, de Mississipi, que va morir el 1933; i tots els grups i artistes coneguts de hillbilly. Va ser precismente en aquest programa, on es va aplicar, per primera vegada, aquesta denominació a la música rural dels Apalaches.
En els anys 40, trobem a les estrelles més rellevants del hillbilly: Bill Monroe i els Blue Grass Boys, els banjistes Earls Scruggs i Doc Boggs, Lester Flatt i els seus Foggy Mountain Boys, Clarence Ashley, Doc Watson…

### Nashville
Com indica Donald Myrus Nashville és al hillbilly el que Hollywood va ser per al cinema en la seva època. A partir dels 50, la música rural s'impregna del rhythm & blues en voga i comença a desenvolupar-se el rock & roll, generant-se un So Nashville que es va definir com Rockabilly, la música folklòrica de l'era electrònica, amb artistes que van abastar enorme repercussió: The Greenbriar Boys, Johnny Cash, Jimmy Dean, Roger Miller, Marty Robins, Lefty Frizell o Hank Williams.
En aquesta època, comença a denominar-se al hillbilly, també, com a Bluegrass, derivat precisament del gran èxit que va obtenir el grup de Bill Monroe.

### Decadència del terme
Els anys 60, tenen les seves pròpies figures, en especial els New Lost City Ramblers de Mike Seeger, precursors del country rock. També, Frank Proffitt, que va morir el 1965; i el Kingston Trio, que va popularitzar el Tom Doodley de Proffitt. També es va recuperar a alguns dels vells: Roscoe Halcomb, Wade Ward o la dulcemelista Jean Ritchie.
Tanmateix, en aquesta època, comença a caure en desús el terme hillbilly, substituït per etiquetes com Country & Western, Old Timey i, sobretot, Bluegrass, que serà la denominació que transcendirà a tot el món.